# Australasiatisches Mittelmeer

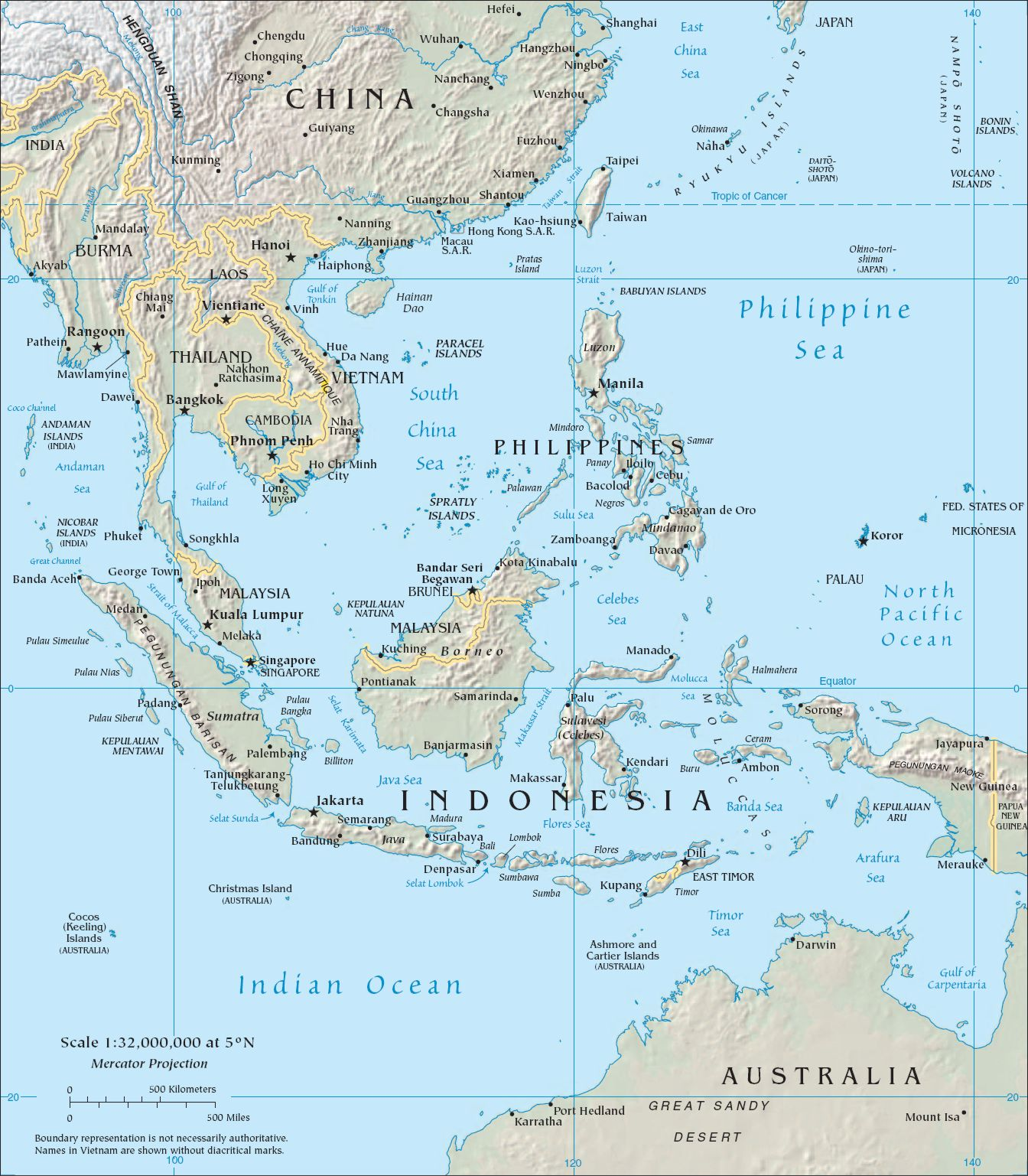
Das Australasiatische Mittelmeer mit integrierten oder den Indik oder Pazifik abgrenzenden Inselketten und Inseln sowie den integrierten Nebenmeeren beider Ozeane

Das bis zu 7440 m tiefe Australasiatische Mittelmeer ist ein westliches Mittelmeer des Pazifischen Ozeans. Mit 9,08 Mio. km² Fläche ist das Australasiatische Mittelmeer weltweit das größte Meer, welches kein Ozean ist.

## Geographie
Das Australasiatische Mittelmeer, das zu den interkontinentalen Mittelmeeren gehört, liegt im australasischen Raum zwischen Südostasien und Australien.
Im Unterschied zum Amerikanischen Mittelmeer – vor allem aber zum Europäischen Mittelmeer – ist das Australasiatische Mittelmeer am wenigsten durch Festländer vom Weltmeer abgetrennt. Während es durch die Malaiische Halbinsel und die engmaschigen Sundainseln gut vom Indik abgetrennt ist, sind die Inselgruppen und -ketten, die das Mittelmeer vom Pazifik abtrennen, wesentlich weitmaschiger.
Es besteht unter anderen aus der Arafurasee, zu welcher der Golf von Carpentaria gehört, der Bandasee, der Celebessee, der Javasee, der Molukkensee, der Seramsee, dem Südchinesischen Meer, zu dem der Golf von Thailand und der Golf von Tonkin gehören, der Sulusee und der Timorsee, zu dem der Joseph-Bonaparte-Golf gehört; Arafura- und Timorsee, der zuletzt genannte Golf und der zuvor erwähnte Golf von Carpentaria sind die südlichsten Bereiche des Australasiatischen Mittelmeeres.
Das Australasiatische Mittelmeer grenzt an oder enthält diese Staaten: Brunei, die Volksrepublik China, die Republik China, Indonesien, Kambodscha, Malaysia, Philippinen, Thailand und Vietnam; dies sind alles Länder, die an das Südchinesische Meer (ein im Australasiatischen Mittelmeer integriertes Nebenmeer des Pazifiks) und dessen Randmeere stoßen. Außerdem grenzt es an das nördliche Australien und an den äußersten Südwesten von Papua-Neuguinea. Des Weiteren liegen Singapur und Osttimor innerhalb dieses Mittelmeeres.
Zu diesem großflächigen Mittelmeer, das zu den ozeanischen Nebenmeeren gezählt wird, gehören neben den zahlreichen großen und kleinen Inseln und Inselgruppen/-ketten sowie Eilanden des Malaiischen Archipels (z. B. Große Sundainseln, Kleine Sundainseln, Molukken und Philippinen-Inseln) auch Groote Eylandt, die Melville-Insel und Taiwan.
Zwischen diesen Inseln, Inselgruppen und -ketten ist das Australasiatische Mittelmeer unter anderen über die Lombok- und Malakkastraße bzw. über die Straße von Singapur mit dem Indik verbunden. Durch die Luzonstraße und Formosastraße und andere Meerengen bestehen Verbindungen zum Pazifik.

## Daten
Das Australasiatische Mittelmeer bedeckt mit seinen zahlreichen Teilmeeren 9,08 Mio. km² Fläche. Seine tiefste Stelle liegt 7.440 m unter dem Meeresspiegel (hierzu und für weitere Daten siehe nachfolgend unter Meeresboden).

## Meeresboden
Innerhalb des Australasiatischen Mittelmeeres bzw. auf dessen Meeresboden befinden sich Schwellen, Tiefseebecken und ein Meerestief:
Zu den Tiefseebecken gehört das bis 3.680 m tiefe Arubecken, das in der Arafurasee liegt, das bis 4.972 m tiefe Bacanbecken, das den Südostteil der Molukkensee darstellt, das bis 5.801 m tiefe Bandabecken, das in der Bandasee liegt, das bis 5.318 m tiefe Burubecken in der Seramsee, das bis 6.218 m tiefe Celebesbecken in der Celebessee, das bis 6.961 m tiefe Floresbecken in der Floressee, das bis 3.497 m tiefe Sawubecken in der Sawusee, das bis 5.559 m tiefe Südchinesische Becken im Südchinesischen Meer und das bis 7.022 m tiefe Sulubecken in der Sulusee. Das Meerestief ist die 7.440 m tiefe Webertief, welche im äußersten Osten der Bandasee liegt und die tiefste Stelle im Australasiatischen Mittelmeer darstellt.

## Nebenmeere, Golfe und Meeresstraßen
Neben- bzw. Teilmeere, Golfe und/oder große Meeresstraßen des Australasiatischen Mittelmeeres sind:
- Arafurasee
  - Golf von Carpentaria
- Balisee
- Bandasee
- Celebessee
- Floressee
- Javasee
- Halmaherasee
- Johorstraße
- Karimata-Straße
- Lombokstraße
- Luzonstraße
- Makassarstraße
- Malakkastraße
- Molukkensee
- Sawusee (Savusee)
- Seramsee
- Südchinesisches Meer
  - Golf von Thailand
  - Golf von Tonkin
    - Hainanstraße
- Straße von Singapur
- Formosastraße
- Sawusee
- Sulusee
- Sundastraße
- Timorsee
  - Joseph-Bonaparte-Golf

## Inselgruppen und Inseln
Die größten Inselgruppen, Inseln und Halbinseln im Australasiatischen Mittelmeer sind:
- Bathurst Island
- Dongsha-Inseln
- Groote Eylandt
- Hainan
- Indochinesische Halbinsel; u. a.:
  - Dao Phu Quốc
  - Ko Chang
  - Ko Kut
- Malaiische Halbinsel; u. a.:
  - Samui-Archipel; u. a.:
    - Nang Yuan
    - Ko Pha-ngan
    - Ko Samui
    - Ko Tao

  - Tioman
- Melville-Insel
- Molukken:
  - Norddmolukken; u. a.:
    - Halmahera
    - Sula-Inseln
    - Ternate
    - Tidore
    - Makian
    - Morotai
    - Bacan

  - Südmolukken; u. a.:
    - Ambon
    - Aru-Inseln
    - Buru
    - Seram
    - Tanimbarinseln
- Neuguinea (der Süden und Westen der Insel)
- Paracel-Inseln
- Philippinen; u. a.:
  - Luzon
  - Mindanao
  - Samar
  - Negros
  - Mindoro
  - Panay
  - Palawan
- Riau-Inseln; u. a.:
  - Anambasinseln
  - Batam
  - Bintan
  - Karimun
  - Lingga-Inseln
  - Natuna-Inseln
- Sangihe-Inseln
- Spratly-Inseln
- Sundainseln:
  - Große Sundainseln; u. a.:
    - Borneo (Kalimantan)
    - Java
    - Sulawesi
    - Sumatra
      - Bangka-Belitung-Inseln; u. a.:
        - Bangka
        - Belitung
        - Lepar

  - Kleine Sundainseln; u. a.:
    - Bali
    - Flores
    - Komodo
    - Lombok
    - Sumba
    - Sumbawa
    - Timor
- Taiwan
- Talaudinseln

## Staaten und abhängige Gebiete
Das Australasiatische Mittelmeer abgrenzende oder darin liegende Staaten und von anderen Staaten abhängige Gebiete sind:
- Australien
- Brunei
- Indonesien
- Kambodscha
- Malaysia
- Papua-Neuguinea (äußerster Südwesten)
- Philippinen
- Republik China
- Singapur
- Thailand
- Vietnam
- Volksrepublik China